# Charleston-Erdbeben von 1886

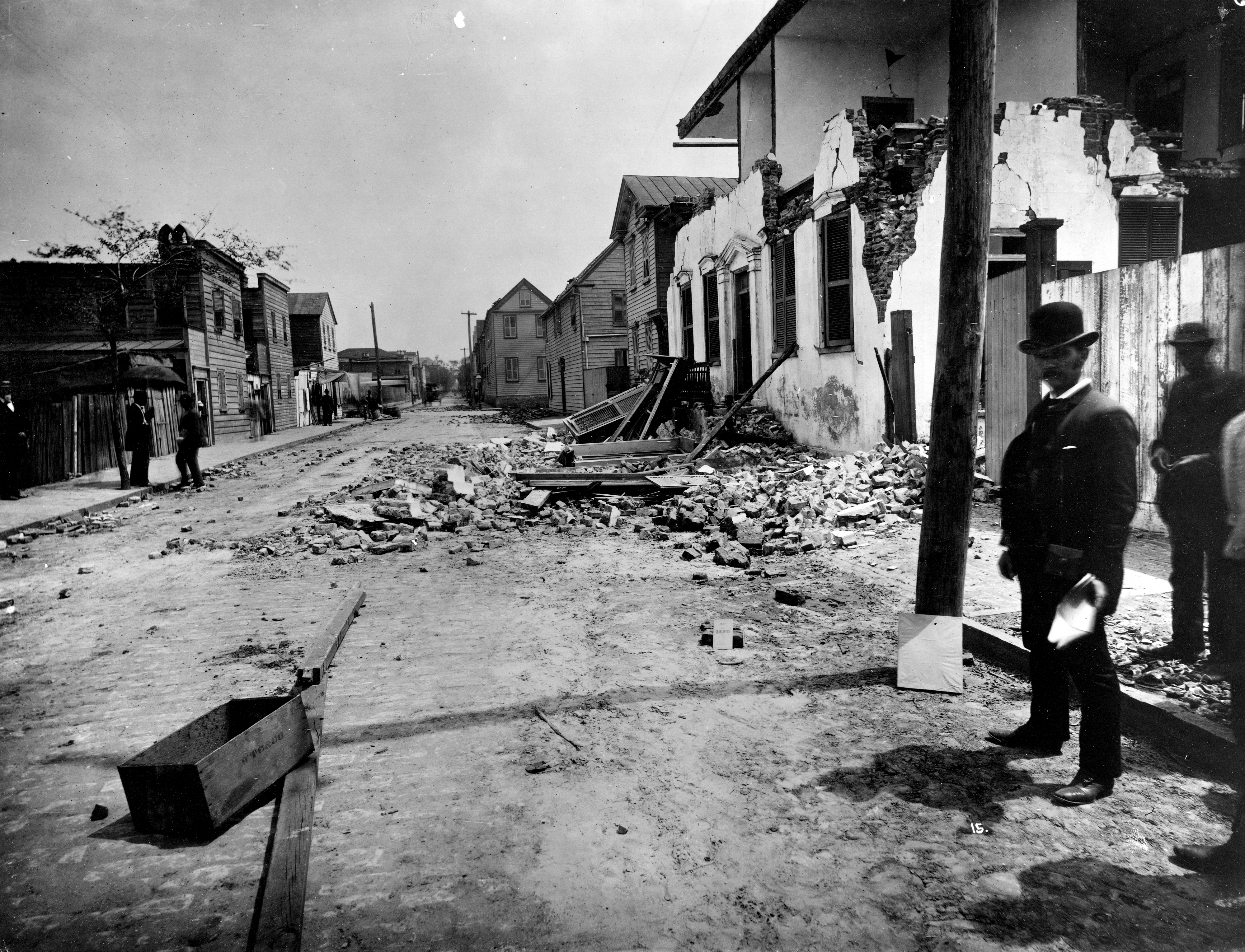
Schäden durch das Charleston-Beben

Das Charleston-Erdbeben von 1886 ereignete sich in der US-amerikanischen Stadt Charleston (South Carolina) um 21 Uhr 51 am 31. August 1886. Die Stärke des Erdbebens steht nicht fest, aber eine 1977 im Auftrag der US-amerikanischen Regierung durchgeführte Untersuchung kam zu dem Schluss, dass es sich um ein sehr schweres Erdbeben handelte (7,3 nach USGS). Die Auswirkungen des Bebens konnten bis nach New York, Chicago und Milwaukee gespürt werden. 
In Charleston verloren aus einer Bevölkerung von 49.000 etwa 100 Menschen ihr Leben. Tausende wurden verletzt und lediglich ein Achtel der Häuser blieb unzerstört. Charleston litt zu der Zeit noch unter den Folgen des amerikanischen Bürgerkrieges, die meisten Einwohner bauten daher nicht neu, sondern reparierten ihre Häuser. Das hat dazu geführt, dass Charleston heute als ein nordamerikanisches Architekturjuwel gilt. 
Die Ursache des Bebens ist bis heute nicht völlig geklärt. Charleston sitzt nicht am Rand einer tektonischen Platte, wie dies für erdbebengefährdete Regionen typisch ist, sondern befindet sich geographisch gesehen etwa in der Mitte der nordamerikanischen Platte.